# بریگزدیل (کلرادو)
بریگزدیل (به انگلیسی: Briggsdale) یک منطقهٔ مسکونی در ایالات متحده آمریکا است که در شهرستان ولد، کلرادو واقع شده‌است. بریگزدیل ۱٬۴۸۳ متر بالاتر از سطح دریا واقع شده‌است.